# Bendida
Bendida (болг. Бендида) — болгарський метал-гурт, створений у 2008 році в Софії. Гурт виконує музику в стилі симфонічного металу. Головним джерелом натхнення для учасників є різноманітні фантастичні світи, стародавні міфи і легенди.
Гурт носить ім'я фригійської богині полювання Бендіди.
Перший сингл «The Farthest Shore» вийшов у 2012 році, а у 2014 році були записані відеокліпи на пісні «Prince of Ice» та «Witch and the Devil»

## Склад
- Кремена Ніколова — вокал,
- Вінні Атанасов — гітара і вокал,
- Олександр Панайотов — бас-гітара,
- Яна Іванова — клавішні,
- Любен Димитров — ударні.

## Дискографія

### Сингли
- The Farthest Shore (2012)
- Prince of Ice (2014)